# خورشیدگرفتگی ۲۸ آوریل ۱۹۴۹
خورشیدگرفتگی ۲۸ آوریل ۱۹۴۹ (به انگلیسی: Solar eclipse of April 28, 1949) یک خورشیدگرفتگی از نوع خورشیدگرفتگی جزئی است. این خورشیدگرفتگی در تاریخ ۲۸ آوریل ۱۹۴۹ میلادی (‎۸ اردیبهشت ۱۳۲۸ خورشیدی) روی داد که زمان اوج آن، ساعت ۷:۴۸:۵۳ به‌وقت ساعت هماهنگ جهانی بوده‌است.